# 10 Lives
10 Lives (conocida en España como 10 vidas y en Hispanoamérica como Un gato con suerte) es una película británica de animación dirigida por Chris Jenkins. Contó con las voces de Mo Gilligan, Simone Ashley, Sophie Okonedo, Zayn Malik, Dylan Llewellyn, Bill Nighy y Jeremy Swift. Fue estrenada oficialmente en el Festival de Cine de Sundance de 2024.

## Sinopsis
La película relata la historia de Beckett, un gato malcriado que se enorgullece de su suerte. Sin embargo, al perder su novena vida, es enviado al cielo, donde ruega por una última oportunidad en la tierra. Tras engañar al guardián, regresa al mundo real con sus nueve vidas intactas, pero el problema es que en cada una de ellas reencarnará en un animal diferente.

## Reparto de voces
- Mo Gilligan es Beckett
- Simone Ashley es Rose
- Sophie Okonedo es Grace
- Zayn Malik es Cameron y Kirk
- Dylan Llewellyn es Larry
- Bill Nighy es el profesor Craven
- Jeremy Swift es Happy

## Recepción
La película logró una recepción positiva. En el portal Rotten Tomatoes actualmente cuenta con un porcentaje de aprobación del 80%. Para Fionnuala Halligan de Screen Daily, el filme «convierte una idea inteligente en un ronroneante éxito», y Christian Ziko de IndieWire afirmó en su reseña que «aunque algunos elementos de guion y visuales seguramente se habrían suavizado con un proceso de desarrollo más convencional, los defectos añaden un toque humano que hace que la película resulte extrañamente entrañable». Murtada Elfadi de Variety elogió la labor de Bill Nighy como la voz del profesor Craven al afirmar que ofrece «un desempeño ridículamente entretenido».